# Manuel Teles Barreto (capitão)
Barreto, Manuel Teles foi um militar e navegador português.

## Biografia
Foi um navegador português, capitão de nau da Armada sob comando de Lopo Soares de Albergaria (1504) e da de Afonso de Albuquerque (1506) . Realizou a torna-viagem na companhia de Lopo Soares de Albergaria, apesar de estar nomeado capitão da armada de guarda da costa de Cochim . Em 1506, regressou à Índia na companhia de Afonso de Albuquerque, tendo participado na expedição a Ormuz comandada pelo O Leão dos Mares no Índico. No entanto, abandonou o futuro governador, na companhia de Afonso Lopes e António do Campo, para se ir dedicar às «presas». Na Batalha de Diu em 1509, captaniou o navio de gávea (Rei Pequeno). Viria a falecer na aguada do Saldanha, África do Sul, em 1510, junto a outros navegadores portugueses ( vice-rei D.Francisco de Almeida, Jorge de Melo Pereira, Pero Barreto de Magalhães, …)